# 2006年5月广东

## 5月31日
- 新华网报道，广东个体私营企业数达279万家，总户数已跃居全中国首位。新华网

## 5月24日
- 廣東省政府有关部门公布“2005年汕尾東洲警民衝突事件”部分官員處理情況，其中現場指揮官、汕尾公安局副局長吳聲被撤職。另廣東省海丰县人民法院以「爆炸罪、聚眾擾亂社會秩序及擾亂交通秩序罪」，分別判處13名村民3年至7年不等有期徒刑。中時電子報[永久] 新华网 Archive.today的存檔，存档日期2013-04-28 南方网（页面存档备份，存于）

## 5月23日
- 据广东省中山大学附属三院统计，“亮菌甲素”假药已导致9人死亡。新华网
- 深圳证券交易所深成指跌4.69%，创2002年1月29日以来最大日跌幅。新华网 Archive.today的存檔，存档日期2013-04-28

## 5月18日
- 凌晨2点15分，台风“珍珠”在广东省饶平县到汕头市澄海区之间登陆，造成八人死亡。中华网
- 第二届中国（深圳）国际文化产业博览交易会在深圳会展中心开幕，本届博览会有1500个企业参展。新华网 Archive.today的存檔，存档日期2013-04-28

## 5月12日
- 深圳市的盐排高速公路正式通车，该高速公路为机荷高速公路的盐田港支线工程，全长15.2公里，总投资12.2亿元。新华网

## 5月10日
- 广州广深高速公路新塘收费站附近的一座化学品仓库发生爆炸，50多人因吸入有毒气体感觉不适送院治疗，附近8000多居民紧急疏散，广深高速公路一度封闭。新浪网（页面存档备份，存于）

## 5月6日
- 揭阳市一渡轮和一货轮相撞后沉没，渡轮上12人落水，其中10人被救起，2人失踪。新华网

## 5月1日
- 位于广州市海珠区的孙中山大元帅府旧址纪念馆在历经两年多的维修后重新向游人开放。新华网

## 按月存档的广东新闻动态
- 2006年：3月、4月、5月、6月、7月、8月、9月、10月、11月、12月
- 2007年：1月、2月
- 2008年
- 2009年：8月